# Usina Hidrelétrica Monjolinho
A Usina Hidrelétrica Monjolinho, é a primeira usina hidrelétrica do estado de São Paulo, a segunda do Brasil e do hemisfério sul. A usina entrou em operação em julho de 1893 e continua ativa até hoje. No local da usina existe um museu.
Esteve desativada durante sete anos, retornou com capacidade de 600 kW (0,6 MW) e gerenciada pela Companhia Paulista de Força e Luz.
Está localizada na Fazenda Cascatinha, km 7 da estrada municipal que liga São Carlos à Usina Açucareira da Serra, com início no km 228 da SP-310, município de São Carlos. Há outro caminho por uma estrada não nomeada, com acesso pela Rua Geraldo dos Santos Triques. Teve grande importância no desenvolvimento da cidade.

## História
A Usina Monjolinho foi inaugurada no dia 2 de junho de 1893, tornando-se a primeira hidrelétrica do estado de São Paulo e a segunda do Brasil e do hemisfério sul, atrás apenas da Usina de Marmelos, construída na cidade de Juiz de Fora-MG, inaugurada no ano de 1889. A hidrelétrica foi construída pela Companhia de Luz Elétrica de São Carlos para suprir a demanda necessária da população local da época, passando assim por algumas expansões e reformas durante os anos para acompanhar o crescimento da cidade. Em 1973, a Usina Monjolinho passou a ser controlada pela Companhia Paulista de Força e Luz, a CPFL, responsável pela reforma total da hidrelétrica, em 2002.
Fontes: “Micro Central Hidrelétrica de Monjolinho”, Eng. Civil Antonival Lima Albuquerque, M.Sc.; “Usinas em Operação: Usina Monjolinho”, CPFL; “Museu da Energia”, Prefeitura de São Carlos.